# Філіп Жильбер
Філіп Жильбер (5 липня 1982, Верв'є) — бельгійський велосипедист. Він належить до  велосипедної команди «BMC Racing Team». Тричі визнавався найкращим спортсменом Бельгії (у 2010-2011 роках).
Жильбер є другою людиною в історії (після Давіде Ребелліна), що вигравав всі три Класики Арденн протягом одного року (2011). Також, в 2011 році, Жильбер виграв етап на Тур де Франс. У 2012 році Жильбер виграв чемпіонат світу з шосейних велогонок.
1. ↑  https://www.procyclingstats.com/rider/philippe-gilbert/start